# Eero Böök
Eero Einar Böök (9 de febrer de 1910 – 7 de gener de 1990), fou un jugador d'escacs i enginyer finès que ostentà el títol de Mestre Internacional des de 1950, i fou guardonat amb el de Gran Mestre de forma honorífica el 1984.
Tot i que la seva ocupació principal era la d'enginyer, i respecte dels escacs es considerà sempre un amateur, va aconseguir ser sis cops campió de Finlàndia, (1931/32, 1934/35, 1935/36, 1936/37, 1946/47 i 1963/64), i va representar el seu país sis cops a les Olimpíades d'escacs, (1935, 1937, 1950, 1952, 1958 i 1960).
|  |

## Escriptor d'escacs
Böök va escriure llibres i diversos treballs sobre escacs, en finès, entre ells una recopilació de les seves partides destacades publicada a Hèlsinki el 1945, i un llibre sobre Gösta Stoltz editat a Estocolm el 1947.

## Resultats destacats en competició i títols
Fou 12è al fort torneig de Kemeri de 1937 (guanyat per Samuel Reshevsky, Vladimirs Petrovs i Salo Flohr). Assolí la 4a posició al torneig de Margate, 1938, i al fort torneig de Kemeri-Riga 1939 fou 5è, superant entre d'altres, Bogoliúbov i Petrovs. Això no obstant, fou després de la guerra quan el seu joc més va reeixir. La seva victòria més destacada en torneigs internacionals fou el 1947, quan a Hèlsinki quedà campió del Campionat Nòrdic d'escacs (empatat al primer lloc amb Gösta Stoltz), que era un Torneig Zonal, i com a conseqüència es va classificar per l'Interzonal de Saltsjöbaden el 1948 (on acabà en empatat entre l'11a i la 13a posició sobre 20 participants; el campió del torneig fou David Bronstein). El 1950 va assolir el títol de Mestre Internacional i va ser premiat el 1984 amb el títol honorífic de Gran Mestre.
Durant la seva carrera, va jugar contra molts dels millors jugadors mundials, i va aconseguir tenir marcadors al seu favor contra el Campió del Món Max Euwe i contra Miguel Najdorf.

### Olimpíades d'escacs
Eero Böök va representar Finlàndia en sis Olimpíades d'escacs oficials (1935, 1937, 1950, 1952, 1958 i 1960), i en una de no oficial, el 1936.
| Any  | Olimpíada                | Ciutat    | Tauler | Guanyades | Perdudes | Taules | %    |
| ---- | ------------------------ | --------- | ------ | --------- | -------- | ------ | ---- |
| 1935 | VI Olimpíada             | Varsòvia  | 1r     | 6         | 10       | 2      | 61.1 |
| 1936 | III Olimpíada no oficial | Múnic     | 1r     | 6         | 7        | 6      | 50.0 |
| 1937 | VII Olimpíada            | Estocolm  | 2n     | 6         | 9        | 3      | 58.3 |
| 1950 | IX Olimpíada             | Dubrovnik | 1r     | 5         | 5        | 3      | 57.7 |
| 1952 | X Olimpíada              | Hèlsinki  | 1r     | 5         | 4        | 5      | 50.0 |
| 1958 | XIII Olimpíada           | Múnic     | 2n     | 6         | 5        | 5      | 53.3 |
| 1960 | XIV Olimpíada            | Leipzig   | 2n     | 3         | 2        | 4      | 44.4 |

## Partides destacades
Victòria amb negres contra Euwe, a l'Olimpíada d'escacs de 1950 a Dubrovnik:
1. Cf3 Cf6 2. g3 g6 3. Ag2 Ag7 4. c4 O-O 5. O-O d5 6. d4 e6 7. b3 b6 8. Aa3 Te8 9. Cbd2 Ab7 10. Tc1 Cbd7 11. Te1 Ce4 12. Dc2 Tc8 13. Tcd1 f5 14. Ab2 De7 15. Ce5 Cxe5 16. dxe5 Ted8 17. Cb1 dxc4 18. Dxc4 c5 19. f3 Cg5 20. Ca3 a6 21. Dh4 b5 22. Td6 Af8 23. Ac1 Cf7 24. Dxe7 Axe7 25. Txe6 Tc7 26. f4 Ac8 27. Tb6 c4 28. Tb8 Ac5+ 29. e3 Ab4 30. Tf1 cxb3 31. axb3 Ae6 32. Tb6 Ac8 33. Tc6 Txc6 34. Axc6 Ae6 35. Cc2 Ac3 36. e4 Axb3 37. Ce3 fxe4 38. Axe4 a5 39. Tf3 b4 40. Cf1 a4 0-1
També va derrotar l'estonià Paul Keres a l'Olimpíada d'escacs de 1952 a Hèlsinki.